# Кукель, Бронислав Казимирович
Бронисла́в Казими́рович Ку́кель (1832—1914) — выпускник Главного инженерного училища и Военно-инженерной академии (1853), чиновник особых поручений в штабе Муравьёва (1857—1862), управляющий акцизными сборами Курской губернии (1862—1884), управляющий акцизными сборами Тульской, Костромской и Ярославской губерний (1884—1901), действительный статский советник (1887), тайный советник (1913), советник Министра финансов (1901—1914). Происходил из виленских дворян герба «Лелива».

## Биография
В 1843 поступил по переводу в 3 класс Оршанского уездного для дворян училища. В 1853 году закончил Военно-инженерную академию (Петербург). В том же году познакомился с генерал-губернатором Восточной Сибири Николаем Николаевичем Муравьёвым (впоследствии графом Амурским) и получил от него приглашение ехать на службу в Сибирь, где под началом Муравьёва чиновником особых поручений служил старший брат Кукеля Болеслав Казимирович Кукель. Тем не менее, сразу по окончании академии отправиться в Сибирь не получилось. Бронислав Казимирович был назначен в Динабургскую крепость, где участвовал в инженерных работах. С началом крымской войны был экстренно командирован в Ригу для участия в спешных и усиленных работах по укреплению города и устройству приморских батарей. Ему были поручены работы в городе, по берегу реки Двины: нужно было ремонтировать старые полуразрушившиеся крепостные верки, устроить временные казематы, возвести бастион, очистить берег от частных торговых построек, вырыть вдоль береговых верков крепостной ров и пр. По окончании крымской кампании Бронислав Казимирович оставил инженерную службу и в январе 1857 года выехал в Сибирь. В конце февраля прибыл в Иркутск и явился к Муравьеву. Был назначен в штаб чиновником особых поручений, с зачислением в конное Забайкальское казачье войско. В мае был командирован на Амур, где тогда находился и начальник края.
15 июня 1857, на рассвете, Бронислав Казимирович прибыл к стоянке генерал-губернатора Н. Н. Муравьева, расположенной в семи верстах от нынешнего города Благовещенска. В тот же день был послан Муравьевым в Благовещенск для осмотра строящихся первых 20 бараков для войск и для установки артиллерийских орудий на берегу Амура. 16 июня 1857 был командирован в станицу Иннокентиевскую, в 17-ти верстах ниже впадения реки Буреи в Амур, для заведования работами по постройке бараков: разбив план будущих станичных построек в одну линию, приступил к устройству 25 домов. Пробыв на работах две недели, получил приказ Муравьёва возвратиться в Иркутск, куда прибыл в начале сентября.
В Иркутске гостил у своего старшего брата, Болеслава Казимировича Кукеля, но уже через две недели должен был ехать в забайкальские степи, имея поручение исследовать причины уменьшающейся с каждым годом добычи соли в Борзенском озере и устроить приспособления к более выгодному извлечению из него соли, а также разыскать в Агинской степи соляное озеро, скрываемое бурятами.
В выполнении второго поручения Брониславу Казимировичу помог Сультим Бадмаев, настоятель одного из забайкальских дацанов. После осмотра и измерения соляного озера Кукель отправился дальше, на Борзенское озеро, расположенное в Тарейской степи, вблизи пограничной с Китаем казачьей станицы. Поручение было выполнено: предложенное Кукелем приспособление увеличило добычу соли в 4 раза (200,000 пудов, против 50 тысяч предыдущего года). Окончив командировку заготовкой материалов для постройки магазинов, в начале ноября Бронислав Казимирович возвратился в Иркутск.
По возвращении Муравьёва из Петербурга был назначен состоять дежурным штаб-офицером при атамане Михаиле Семёновиче Корсакове, под начальством которого снаряжалась экспедиция на Амур. В конце февраля 1858 года выехал в Читу, где до конца марта занимался письменной работой. После был командирован вместе с есаулом Пузино в казачьи станицы для выбора переселенцев на Амур. Объехав все 12 батальонов пешего Забайкальского войска, через две недели возвратился в Читу, откуда вскоре вместе с атаманом Корсаковым отбыл в Бянкино, а затем в Сретенск, из которого экспедиция должна была отплыть на Амур. Немного спустя, в Сретенск прибыл и Муравьёв.
6 мая 1858 вместе с Корсаковым Бронислав Казимирович выехал в Благовещенск, по пути они должны были осмотреть основанные в прошлом году первые казачьи станицы. В Благовещенск прибыли лишь 18 мая, на второй день по заключении Айгунского договора.
Вскоре Бронислав Казимирович был командирован на Улус-Самодон, вблизи бывшего маньчжурского военного поста, для основания станицы, получившей название Корсаковской, а по исполнении этого поручения — в станицу Низменную для основания большого селения. Осмотрев окрестности Низменной, было принято решение искать другое место для селения, так как эта местность была совершенно непригодна: во время половодья она затоплялась водой. В поисках нового места Кукелю помогала группа казаков во главе с начальником станицы Низменная сотником Перфильевым. Результатом поиска стала прекрасная местность, немного удалённая от берега реки, но зато представляющая все удобства для хозяйства и расположенная на возвышенности, посреди красивой рощи из чёрной берёзы. Казаки просили Кукеля перевести сюда если не всю, то хотя бы часть станицы Низменной, и он, имея полномочие распоряжаться в этом вопросе по своему усмотрению, исполнил их просьбу. Теперь это — одно из лучших селений на Амуре, оно названо Муравьевым станицей Константиновской, в честь великого князя Константина Николаевича, постоянного покровителя деятельности Муравьева. Избрав место для церкви и разбив площадь на участки под постройки домов, Кукель возвратился в Благовещенск, откуда вскоре вместе с атаманом Корсаковым отправился для осмотра новых поселений и для встречи начальника края, возвращающегося из Николаевска. Закончив ряд служебных дел в станице Иннокентиевская Бронислав Казимирович отправился обратно в Иркутск. Прибыл он туда во второй половине сентября.
После месячного отдыха в кругу родных Кукелю была дана командировка в Нерчинский край, где он должен был выбрать тысячу казачьих семейств для переселения на реку Уссури. Почти три месяца провёл он в переездах с одного сборного пункта в другой, выбирал людей, списывал наличные запасы хлеба и скота и вычислял, что потребуется для обеспечения переселенцев продовольствием на первые два года. Завершив набор людей и заготовив нужный материал для предстоящего сплава, Бронислав Казимирович в конце декабря отправился обратно в Иркутск. Пароходное сообщение через Байкал было прекращено, зимний путь по льду еще не установился, и ему поневоле пришлось объезжать Байкал верхом по горным тропинкам. По дороге Кукель заехал в Кяхту, где смог побывать у своих знакомых, а также посетить китайский город Маймачин: здесь он был принят с большим радушием китайскими купцами и имел случай познакомиться с китайской кухней. 23 декабря Бронислав Казимирович выехал верхом в Иркутск. Стояли сильные морозы до 40°, дорога была очень тяжёлая, вследствие чего в Иркутс] он прибыл лишь 27 декабря. Здесь он узнал, что Муравьёв за Айгунский договор получил титул графа Амурского с производством в полные генералы и пожизненной пенсией в 15 тысяч рублей. Кукель также был удостоен награды: он получил Орден св. Анны 3-й степени. Граф Муравьёв-Амурский остался очень доволен результатами поездки в Нерчинский край и, не колеблясь, согласился на усиление пособий переселенцам. Разрешив Брониславу Казимировичу пробыть для отдыха два месяца в Иркутске, граф приказал ему довести навербованных переселенцев до Хабаровки, а затем заняться постройкой на Амуре семи церквей, планы и сметы которых Кукель должен был изготовить до своего отъезда из Иркутска. Строительный материал для этих церквей решено было сплавить по реке, самую же работу производить солдатами линейных батальонов, которые, занимаясь постройкой барок и лодок для сплава, достаточно были знакомы с плотничеством. Для технического надзора было предоставлено выбрать несколько десятков мастеров из ссыльнокаторжных.
27 февраля 1859 года Бронислав Казимирович выехал за Байкал. Приехав в Читу, обратился к исправлявшему, за отсутствием атамана Корсакова, должность начальника Забайкальского казачьего войска — полковнику Соколовскому, с просьбой откомандировать в своё распоряжение нескольких офицеров в помощь при снаряжении сплава — тот, в свою очередь, удовлетворить просьбу отказался, ссылаясь на то, что не имеет таких полномочий, — нужно было ждать Корсакова. Из Петербурга атаман должен был возвратиться лишь в апреле, а потому Кукелю пришлось снаряжать экспедицию одному. Март и апрель провёл в горячей работе: оставленный без помощников, он едва справлялся с делом и в конце концов решил выбрать из переселенцев более зажиточных и надёжных хозяев. Одним из таких выборных он сдавал под их ответственность по барже с 10 казаками на каждой и с провизией, другим — плот с лошадьми и коровами, сам же под личный свой присмотр принял более ценный груз: спирт, хозяйственный инвентарь переселенцев, деньги, назначенные им в пособие, двухмесячные запасы продовольствия — чай, соль, сухари, сушеную говядину и прочее. После долгой суеты, выдержав целую «войну» с местным начальством, Бронислав Казимирович Кукель 1 мая, вслед за льдами, которые тронулись 30 апреля, двинулся с передовым отрядом по течению реки Аргуни. Перед самым отплытием Кукелю вверили партию штрафованных солдат в 150 человек, которые были высланы из России для расселения их среди казаков, переселяющихся на Амур и Уссури.
C первого дня путь сопровождался большими трудностями. Через сутки сплава отряд догнал верховой из станицы Аргунск, с уведомлением, что приехал атаман Корсаков и желает видеть Бронислава Казимировича. Кукель поскакал на приведённой лошади обратно в станицу. По прибытии он доложил Корсакову о всех своих распоряжениях и просил его освободить от заведования сплавом дальнейших переселенческих отрядов, чтобы двигаться скорее с передовым. Атаман одобрил распоряжения и исполнил просьбу, взяв на себя наблюдение за сплавом остальных барж. Вернувшись верхом через горы к экспедиции, Кукель сел в лодку и двинулся дальше. Движение по реке Аргуни сопровождалось тяжёлыми сценами прощания переселенцев с родными местами и родственниками, поэтому в первые дни отряд продвигался крайне медленно, между тем Брониславу Казимировичу хотелось прибыть на стрелку, у соединения Аргуни с Шилкой, до отъезда графа Муравьёва-Амурского, который собирался отбыть на Амур на ожидавшем его на стрелке единственном в то время пароходе. Выйдя 11 мая из Аргуни, отряд застал пароход графа. Сделав при станции Покровской, в 4 верстах от Усть-Стрелки, небольшую остановку, чтобы привести в порядок транспорт и людей, Кукель 12 мая двинулся дальше по течению Амура, следуя уже позади своей флотилии. Подойдя к вновь основанному Благовещенску и распорядившись, чтобы флотилия двигалась в должном порядке, Бронислав Казимирович выехал вперёд представиться губернатору Амурской области [генералу Буссе. Прибыв утром в Благовещенск, Кукель застал на берегу генерала Буссе и начальника артиллерии генерала Кондратьева (известного героя Крымской кампании в сражении на Альме). Отрапортовав генералу Буссе, Кукель дождался флотилии и продолжил путь дальше. 21 мая на полпути между Благовещенском и Хабаровкой флотилию нагнал пароход, на котором был Муравьёв-Амурский. Бронислав Казимирович выехал на встречу с ним. Муравьёв принял Кукеля очень сердечно, поблагодарил за отличное выполнение его поручений, передал письма от брата и родных и мешок серебряной монеты. После завтрака Бронислав Казимирович направился к своему отряду. Прощаясь, Муравьёв обещал ему по окончании деятельности на Амуре продолжительный отпуск в Петербург. Дальнейшее плавание сопровождалось рядом трудностей: подули сильные ветры, и флотилия, попадая в сильнейшие бури, не раз подвергалась большой опасности. Не обошлось и без трагедий: у станицы «Добрая» по собственной неосторожности утонул Игнатий Коцусь, один из штрафованных солдат. 31 мая вечером флотилия прибыла к устью реки Уссури и остановилась близ станицы Казакевич (немного выше Хабаровки). Бронислав Казимирович успешно выполнил поручение привести переселенцев к 1 июня. В станице отряд был встречен майором Киселёвым, командиром уссурийского батальона. Через неделю Кукель окончил сдачу переселенческого отряда местным властям для расселения его по берегам р. Уссури. Согласно данной инструкции, он выдал здесь поселенцам назначенное казною пособие, домашнюю утварь и хозяйственный инвентарь.
9 июня Бронислав Казимирович отправился в Хабаровку в штаб 13-го линейного батальона, а 12 июня отправился сам обратно в Благовещенск, где его ожидали работы по постройке церквей как в Благовещенске, так и по всему Амуру. В Благовещенск Кукель прибыл 25 июня. Здесь он немедленно приступил к закладке соборной церкви и к постройке архиерейского дома с небольшой при нём церковью на устье р. Зеи. Обеспечив правильный ход работ в Благовещенске, Кукель поручил своему помощнику, инженер-прапорщику Юрасову, постройку церквей в станицах Кумарской и Албазин, сам же с тою же целью отправился в станицы Иннокентиевскую, Екатерино-Никольскую, Михайло-Семёновскую и в Хабаровку.

Училище им. Бронислава Кукеля. Кострома, ул. Энгельса.
Фото В. Н. Кларка, 1908.

В 1886 в Костроме по инициативе управляющего акцизными сборами Бронислава Кукеля, являющегося также уполномоченным Попечительства Костромской и Ярославской губерний о слепых, было основано училище для слепых детей. Стараниями Кукеля были собраны 8 тысяч рублей для возведения нового трёхэтажного каменного дома для училища. В новом здании могло обучаться 50 девочек, а в старом 25 мальчиков, всего 75 детей. Училище до революции носило имя Бронислава Кукеля. Сейчас в зданиях училища для слепых находится специальная коррекционная школа-интернат для детей со слабым зрением.

## Семья
Жена
- Антонина Юлиановна Войсят

Брат
- Болеслав Казимирович Кукель — генерал-майор

Сестра
- Елена Казимировна Кукель

Дети
- Лидия Брониславовна Кукель (р. 27 июня 1863)
- Владислав Брониславович Кукель (р. 12 ноября 1869) — 16 мая 1892 окончил IX-м классом Императорское училище правоведения (53 выпуск); действительный статский советник; член от Министерства финансов в совете Александровской железной дороги.[2]
- Сигизмунд Брониславович Кукель (р. 6 декабря 1870) — в 1902—1903 делопроизводитель Управления морского порта КВЖД Порт-Артура[3]
- Анна Брониславовна Кукель (р. 25 февраля 1874)

### Генеалогическое древо
|                                                   |                                                   |                                                   |                                                   |                                                   |                                                   |  |  | Герб «Лелива»                                      | Герб «Лелива»                                      | Герб «Лелива»                                      | Герб «Лелива»                                      | Герб «Лелива»                                      | Герб «Лелива»                                      |  |  | VII к.                                            | VII к.                                            | VII к.                                            | VII к.                                            | VII к.                                            | VII к.                                            |  |  |                                         |                                         |                                         |                                         |                                         |                                         |                                        |                                        |                                               |                                               |                                               |                                               |                                               |                                               |                                          |                                          |                                              |                                              |                                              |                                              |                                              |                                              |  |  |  |  |  |  |  |  |  |  |  |  |  |  |  |  |  |  |  |  |  |  |
|                                                   |                                                   |                                                   |                                                   |                                                   |                                                   |  |  | Герб «Лелива»                                      | Герб «Лелива»                                      | Герб «Лелива»                                      | Герб «Лелива»                                      | Герб «Лелива»                                      | Герб «Лелива»                                      |  |  | VII к.                                            | VII к.                                            | VII к.                                            | VII к.                                            | VII к.                                            | VII к.                                            |  |  |                                         |                                         |                                         |                                         |                                         |                                         |                                        |                                        |                                               |                                               |                                               |                                               |                                               |                                               |                                          |                                          |                                              |                                              |                                              |                                              |                                              |                                              |  |  |  |  |  |  |  |  |  |  |  |  |  |  |  |  |  |  |  |  |  |  |
|                                                   |                                                   |                                                   |                                                   |                                                   |                                                   |  |  |                                                    |                                                    |                                                    |                                                    |                                                    |                                                    |  |  | Кукель Казимир Юстинович (р. 1792)                | Кукель Казимир Юстинович (р. 1792)                | Кукель Казимир Юстинович (р. 1792)                | Кукель Казимир Юстинович (р. 1792)                | Кукель Казимир Юстинович (р. 1792)                | Кукель Казимир Юстинович (р. 1792)                |  |  |                                         |                                         |                                         |                                         |                                         |                                         |                                        |                                        | Невельской Иван Алексеевич (1776—1821)        | Невельской Иван Алексеевич (1776—1821)        | Невельской Иван Алексеевич (1776—1821)        | Невельской Иван Алексеевич (1776—1821)        | Невельской Иван Алексеевич (1776—1821)        | Невельской Иван Алексеевич (1776—1821)        |                                          |                                          |                                              |                                              |                                              |                                              |                                              |                                              |  |  |  |  |  |  |  |  |  |  |  |  |  |  |  |  |  |  |  |  |  |  |
|                                                   |                                                   |                                                   |                                                   |                                                   |                                                   |  |  |                                                    |                                                    |                                                    |                                                    |                                                    |                                                    |  |  | Кукель Казимир Юстинович (р. 1792)                | Кукель Казимир Юстинович (р. 1792)                | Кукель Казимир Юстинович (р. 1792)                | Кукель Казимир Юстинович (р. 1792)                | Кукель Казимир Юстинович (р. 1792)                | Кукель Казимир Юстинович (р. 1792)                |  |  |                                         |                                         |                                         |                                         |                                         |                                         |                                        |                                        | Невельской Иван Алексеевич (1776—1821)        | Невельской Иван Алексеевич (1776—1821)        | Невельской Иван Алексеевич (1776—1821)        | Невельской Иван Алексеевич (1776—1821)        | Невельской Иван Алексеевич (1776—1821)        | Невельской Иван Алексеевич (1776—1821)        |                                          |                                          |                                              |                                              |                                              |                                              |                                              |                                              |  |  |  |  |  |  |  |  |  |  |  |  |  |  |  |  |  |  |  |  |  |  |
|                                                   |                                                   |                                                   |                                                   |                                                   |                                                   |  |  |                                                    |                                                    |                                                    |                                                    |                                                    |                                                    |  |  |                                                   |                                                   |                                                   |                                                   |                                                   |                                                   |  |  |                                         |                                         |                                         |                                         |                                         |                                         |                                        |                                        |                                               |                                               |                                               |                                               |                                               |                                               |                                          |                                          |                                              |                                              |                                              |                                              |                                              |                                              |  |  |  |  |  |  |  |  |  |  |  |  |  |  |  |  |  |  |  |  |  |  |
| Кукель Бронислав Казимирович (1832—1914)          | Кукель Бронислав Казимирович (1832—1914)          | Кукель Бронислав Казимирович (1832—1914)          | Кукель Бронислав Казимирович (1832—1914)          | Кукель Бронислав Казимирович (1832—1914)          | Кукель Бронислав Казимирович (1832—1914)          |  |  | Кукель Елена Казимировна (1837—?)                  | Кукель Елена Казимировна (1837—?)                  | Кукель Елена Казимировна (1837—?)                  | Кукель Елена Казимировна (1837—?)                  | Кукель Елена Казимировна (1837—?)                  | Кукель Елена Казимировна (1837—?)                  |  |  | Кукель Болеслав Казимирович (1829—1869)           | Кукель Болеслав Казимирович (1829—1869)           | Кукель Болеслав Казимирович (1829—1869)           | Кукель Болеслав Казимирович (1829—1869)           | Кукель Болеслав Казимирович (1829—1869)           | Кукель Болеслав Казимирович (1829—1869)           |  |  | Чечотт Леонтина Казимировна (1842—1924) | Чечотт Леонтина Казимировна (1842—1924) | Чечотт Леонтина Казимировна (1842—1924) | Чечотт Леонтина Казимировна (1842—1924) | Чечотт Леонтина Казимировна (1842—1924) | Чечотт Леонтина Казимировна (1842—1924) |                                        |                                        | Невельской Геннадий Иванович (1813—1876)      | Невельской Геннадий Иванович (1813—1876)      | Невельской Геннадий Иванович (1813—1876)      | Невельской Геннадий Иванович (1813—1876)      | Невельской Геннадий Иванович (1813—1876)      | Невельской Геннадий Иванович (1813—1876)      |                                          |                                          | Ельчанинова Екатеринa Николаевнa (1831—1879) | Ельчанинова Екатеринa Николаевнa (1831—1879) | Ельчанинова Екатеринa Николаевнa (1831—1879) | Ельчанинова Екатеринa Николаевнa (1831—1879) | Ельчанинова Екатеринa Николаевнa (1831—1879) | Ельчанинова Екатеринa Николаевнa (1831—1879) |  |  |  |  |  |  |  |  |  |  |  |  |  |  |  |  |  |  |  |  |  |  |
| Кукель Бронислав Казимирович (1832—1914)          | Кукель Бронислав Казимирович (1832—1914)          | Кукель Бронислав Казимирович (1832—1914)          | Кукель Бронислав Казимирович (1832—1914)          | Кукель Бронислав Казимирович (1832—1914)          | Кукель Бронислав Казимирович (1832—1914)          |  |  | Кукель Елена Казимировна (1837—?)                  | Кукель Елена Казимировна (1837—?)                  | Кукель Елена Казимировна (1837—?)                  | Кукель Елена Казимировна (1837—?)                  | Кукель Елена Казимировна (1837—?)                  | Кукель Елена Казимировна (1837—?)                  |  |  | Кукель Болеслав Казимирович (1829—1869)           | Кукель Болеслав Казимирович (1829—1869)           | Кукель Болеслав Казимирович (1829—1869)           | Кукель Болеслав Казимирович (1829—1869)           | Кукель Болеслав Казимирович (1829—1869)           | Кукель Болеслав Казимирович (1829—1869)           |  |  | Чечотт Леонтина Казимировна (1842—1924) | Чечотт Леонтина Казимировна (1842—1924) | Чечотт Леонтина Казимировна (1842—1924) | Чечотт Леонтина Казимировна (1842—1924) | Чечотт Леонтина Казимировна (1842—1924) | Чечотт Леонтина Казимировна (1842—1924) |                                        |                                        | Невельской Геннадий Иванович (1813—1876)      | Невельской Геннадий Иванович (1813—1876)      | Невельской Геннадий Иванович (1813—1876)      | Невельской Геннадий Иванович (1813—1876)      | Невельской Геннадий Иванович (1813—1876)      | Невельской Геннадий Иванович (1813—1876)      |                                          |                                          | Ельчанинова Екатеринa Николаевнa (1831—1879) | Ельчанинова Екатеринa Николаевнa (1831—1879) | Ельчанинова Екатеринa Николаевнa (1831—1879) | Ельчанинова Екатеринa Николаевнa (1831—1879) | Ельчанинова Екатеринa Николаевнa (1831—1879) | Ельчанинова Екатеринa Николаевнa (1831—1879) |  |  |  |  |  |  |  |  |  |  |  |  |  |  |  |  |  |  |  |  |  |  |
|                                                   |                                                   |                                                   |                                                   |                                                   |                                                   |  |  |                                                    |                                                    |                                                    |                                                    |                                                    |                                                    |  |  |                                                   |                                                   |                                                   |                                                   |                                                   |                                                   |  |  |                                         |                                         |                                         |                                         |                                         |                                         |                                        |                                        |                                               |                                               |                                               |                                               |                                               |                                               |                                          |                                          |                                              |                                              |                                              |                                              |                                              |                                              |  |  |  |  |  |  |  |  |  |  |  |  |  |  |  |  |  |  |  |  |  |  |
|                                                   |                                                   |                                                   |                                                   |                                                   |                                                   |  |  |                                                    |                                                    |                                                    |                                                    |                                                    |                                                    |  |  |                                                   |                                                   |                                                   |                                                   |                                                   |                                                   |  |  |                                         |                                         |                                         |                                         |                                         |                                         |                                        |                                        |                                               |                                               |                                               |                                               |                                               |                                               |                                          |                                          |                                              |                                              |                                              |                                              |                                              |                                              |  |  |  |  |  |  |  |  |  |  |  |  |  |  |  |  |  |  |  |  |  |  |
| Кукель-Краевский Владислав Брониславович (1869—?) | Кукель-Краевский Владислав Брониславович (1869—?) | Кукель-Краевский Владислав Брониславович (1869—?) | Кукель-Краевский Владислав Брониславович (1869—?) | Кукель-Краевский Владислав Брониславович (1869—?) | Кукель-Краевский Владислав Брониславович (1869—?) |  |  | Кукель Сигизмунд Брониславович (1870—?)            | Кукель Сигизмунд Брониславович (1870—?)            | Кукель Сигизмунд Брониславович (1870—?)            | Кукель Сигизмунд Брониславович (1870—?)            | Кукель Сигизмунд Брониславович (1870—?)            | Кукель Сигизмунд Брониславович (1870—?)            |  |  | Кукель Василий Болеславович (1854—?)              | Кукель Василий Болеславович (1854—?)              | Кукель Василий Болеславович (1854—?)              | Кукель Василий Болеславович (1854—?)              | Кукель Василий Болеславович (1854—?)              | Кукель Василий Болеславович (1854—?)              |  |  |                                         |                                         |                                         |                                         | Кукель Андрей Болеславович (1860—1894)  | Кукель Андрей Болеславович (1860—1894)  | Кукель Андрей Болеславович (1860—1894) | Кукель Андрей Болеславович (1860—1894) | Кукель Андрей Болеславович (1860—1894)        | Кукель Андрей Болеславович (1860—1894)        |                                               |                                               | Невельская Мария Геннадьевна (1855—1917)      | Невельская Мария Геннадьевна (1855—1917)      | Невельская Мария Геннадьевна (1855—1917) | Невельская Мария Геннадьевна (1855—1917) | Невельская Мария Геннадьевна (1855—1917)     | Невельская Мария Геннадьевна (1855—1917)     |                                              |                                              |                                              |                                              |  |  |  |  |  |  |  |  |  |  |  |  |  |  |  |  |  |  |  |  |  |  |
| Кукель-Краевский Владислав Брониславович (1869—?) | Кукель-Краевский Владислав Брониславович (1869—?) | Кукель-Краевский Владислав Брониславович (1869—?) | Кукель-Краевский Владислав Брониславович (1869—?) | Кукель-Краевский Владислав Брониславович (1869—?) | Кукель-Краевский Владислав Брониславович (1869—?) |  |  | Кукель Сигизмунд Брониславович (1870—?)            | Кукель Сигизмунд Брониславович (1870—?)            | Кукель Сигизмунд Брониславович (1870—?)            | Кукель Сигизмунд Брониславович (1870—?)            | Кукель Сигизмунд Брониславович (1870—?)            | Кукель Сигизмунд Брониславович (1870—?)            |  |  | Кукель Василий Болеславович (1854—?)              | Кукель Василий Болеславович (1854—?)              | Кукель Василий Болеславович (1854—?)              | Кукель Василий Болеславович (1854—?)              | Кукель Василий Болеславович (1854—?)              | Кукель Василий Болеславович (1854—?)              |  |  |                                         |                                         |                                         |                                         | Кукель Андрей Болеславович (1860—1894)  | Кукель Андрей Болеславович (1860—1894)  | Кукель Андрей Болеславович (1860—1894) | Кукель Андрей Болеславович (1860—1894) | Кукель Андрей Болеславович (1860—1894)        | Кукель Андрей Болеславович (1860—1894)        |                                               |                                               | Невельская Мария Геннадьевна (1855—1917)      | Невельская Мария Геннадьевна (1855—1917)      | Невельская Мария Геннадьевна (1855—1917) | Невельская Мария Геннадьевна (1855—1917) | Невельская Мария Геннадьевна (1855—1917)     | Невельская Мария Геннадьевна (1855—1917)     |                                              |                                              |                                              |                                              |  |  |  |  |  |  |  |  |  |  |  |  |  |  |  |  |  |  |  |  |  |  |
|                                                   |                                                   |                                                   |                                                   |                                                   |                                                   |  |  |                                                    |                                                    |                                                    |                                                    |                                                    |                                                    |  |  |                                                   |                                                   |                                                   |                                                   |                                                   |                                                   |  |  |                                         |                                         |                                         |                                         |                                         |                                         |                                        |                                        |                                               |                                               |                                               |                                               |                                               |                                               |                                          |                                          |                                              |                                              |                                              |                                              |                                              |                                              |  |  |  |  |  |  |  |  |  |  |  |  |  |  |  |  |  |  |  |  |  |  |
|                                                   |                                                   |                                                   |                                                   |                                                   |                                                   |  |  |                                                    |                                                    |                                                    |                                                    |                                                    |                                                    |  |  |                                                   |                                                   |                                                   |                                                   |                                                   |                                                   |  |  |                                         |                                         |                                         |                                         |                                         |                                         |                                        |                                        |                                               |                                               |                                               |                                               |                                               |                                               |                                          |                                          |                                              |                                              |                                              |                                              |                                              |                                              |  |  |  |  |  |  |  |  |  |  |  |  |  |  |  |  |  |  |  |  |  |  |
|                                                   |                                                   |                                                   |                                                   |                                                   |                                                   |  |  |                                                    |                                                    |                                                    |                                                    |                                                    |                                                    |  |  | Кукель-Краевский Владимир Андреевич (1885—1938)   | Кукель-Краевский Владимир Андреевич (1885—1938)   | Кукель-Краевский Владимир Андреевич (1885—1938)   | Кукель-Краевский Владимир Андреевич (1885—1938)   | Кукель-Краевский Владимир Андреевич (1885—1938)   | Кукель-Краевский Владимир Андреевич (1885—1938)   |  |  |                                         |                                         |                                         |                                         |                                         |                                         |                                        |                                        | Кукель-Краевский Сергей Андреевич (1883—1941) | Кукель-Краевский Сергей Андреевич (1883—1941) | Кукель-Краевский Сергей Андреевич (1883—1941) | Кукель-Краевский Сергей Андреевич (1883—1941) | Кукель-Краевский Сергей Андреевич (1883—1941) | Кукель-Краевский Сергей Андреевич (1883—1941) |                                          |                                          |                                              |                                              |                                              |                                              |                                              |                                              |  |  |  |  |  |  |  |  |  |  |  |  |  |  |  |  |  |  |  |  |  |  |
|                                                   |                                                   |                                                   |                                                   |                                                   |                                                   |  |  |                                                    |                                                    |                                                    |                                                    |                                                    |                                                    |  |  | Кукель-Краевский Владимир Андреевич (1885—1938)   | Кукель-Краевский Владимир Андреевич (1885—1938)   | Кукель-Краевский Владимир Андреевич (1885—1938)   | Кукель-Краевский Владимир Андреевич (1885—1938)   | Кукель-Краевский Владимир Андреевич (1885—1938)   | Кукель-Краевский Владимир Андреевич (1885—1938)   |  |  |                                         |                                         |                                         |                                         |                                         |                                         |                                        |                                        | Кукель-Краевский Сергей Андреевич (1883—1941) | Кукель-Краевский Сергей Андреевич (1883—1941) | Кукель-Краевский Сергей Андреевич (1883—1941) | Кукель-Краевский Сергей Андреевич (1883—1941) | Кукель-Краевский Сергей Андреевич (1883—1941) | Кукель-Краевский Сергей Андреевич (1883—1941) |                                          |                                          |                                              |                                              |                                              |                                              |                                              |                                              |  |  |  |  |  |  |  |  |  |  |  |  |  |  |  |  |  |  |  |  |  |  |
|                                                   |                                                   |                                                   |                                                   |                                                   |                                                   |  |  |                                                    |                                                    |                                                    |                                                    |                                                    |                                                    |  |  |                                                   |                                                   |                                                   |                                                   |                                                   |                                                   |  |  |                                         |                                         |                                         |                                         |                                         |                                         |                                        |                                        |                                               |                                               |                                               |                                               |                                               |                                               |                                          |                                          |                                              |                                              |                                              |                                              |                                              |                                              |  |  |  |  |  |  |  |  |  |  |  |  |  |  |  |  |  |  |  |  |  |  |
| Кукель-Краевская Елена Владимировна (1924—?)      | Кукель-Краевская Елена Владимировна (1924—?)      | Кукель-Краевская Елена Владимировна (1924—?)      | Кукель-Краевская Елена Владимировна (1924—?)      | Кукель-Краевская Елена Владимировна (1924—?)      | Кукель-Краевская Елена Владимировна (1924—?)      |  |  |                                                    |                                                    |                                                    |                                                    |                                                    |                                                    |  |  | Кукель-Краевский Николай Владимирович (1921—2017) | Кукель-Краевский Николай Владимирович (1921—2017) | Кукель-Краевский Николай Владимирович (1921—2017) | Кукель-Краевский Николай Владимирович (1921—2017) | Кукель-Краевский Николай Владимирович (1921—2017) | Кукель-Краевский Николай Владимирович (1921—2017) |  |  | Гребенщикова Нина Сергеевна (1904—1979) | Гребенщикова Нина Сергеевна (1904—1979) | Гребенщикова Нина Сергеевна (1904—1979) | Гребенщикова Нина Сергеевна (1904—1979) | Гребенщикова Нина Сергеевна (1904—1979) | Гребенщикова Нина Сергеевна (1904—1979) |                                        |                                        | Кукель-Краевский Андрей Сергеевич (1910—1990) | Кукель-Краевский Андрей Сергеевич (1910—1990) | Кукель-Краевский Андрей Сергеевич (1910—1990) | Кукель-Краевский Андрей Сергеевич (1910—1990) | Кукель-Краевский Андрей Сергеевич (1910—1990) | Кукель-Краевский Андрей Сергеевич (1910—1990) |                                          |                                          | Кукель-Краевская Анна Сергеевна (1908—1973)  | Кукель-Краевская Анна Сергеевна (1908—1973)  | Кукель-Краевская Анна Сергеевна (1908—1973)  | Кукель-Краевская Анна Сергеевна (1908—1973)  | Кукель-Краевская Анна Сергеевна (1908—1973)  | Кукель-Краевская Анна Сергеевна (1908—1973)  |  |  |  |  |  |  |  |  |  |  |  |  |  |  |  |  |  |  |  |  |  |  |
| Кукель-Краевская Елена Владимировна (1924—?)      | Кукель-Краевская Елена Владимировна (1924—?)      | Кукель-Краевская Елена Владимировна (1924—?)      | Кукель-Краевская Елена Владимировна (1924—?)      | Кукель-Краевская Елена Владимировна (1924—?)      | Кукель-Краевская Елена Владимировна (1924—?)      |  |  |                                                    |                                                    |                                                    |                                                    |                                                    |                                                    |  |  | Кукель-Краевский Николай Владимирович (1921—2017) | Кукель-Краевский Николай Владимирович (1921—2017) | Кукель-Краевский Николай Владимирович (1921—2017) | Кукель-Краевский Николай Владимирович (1921—2017) | Кукель-Краевский Николай Владимирович (1921—2017) | Кукель-Краевский Николай Владимирович (1921—2017) |  |  | Гребенщикова Нина Сергеевна (1904—1979) | Гребенщикова Нина Сергеевна (1904—1979) | Гребенщикова Нина Сергеевна (1904—1979) | Гребенщикова Нина Сергеевна (1904—1979) | Гребенщикова Нина Сергеевна (1904—1979) | Гребенщикова Нина Сергеевна (1904—1979) |                                        |                                        | Кукель-Краевский Андрей Сергеевич (1910—1990) | Кукель-Краевский Андрей Сергеевич (1910—1990) | Кукель-Краевский Андрей Сергеевич (1910—1990) | Кукель-Краевский Андрей Сергеевич (1910—1990) | Кукель-Краевский Андрей Сергеевич (1910—1990) | Кукель-Краевский Андрей Сергеевич (1910—1990) |                                          |                                          | Кукель-Краевская Анна Сергеевна (1908—1973)  | Кукель-Краевская Анна Сергеевна (1908—1973)  | Кукель-Краевская Анна Сергеевна (1908—1973)  | Кукель-Краевская Анна Сергеевна (1908—1973)  | Кукель-Краевская Анна Сергеевна (1908—1973)  | Кукель-Краевская Анна Сергеевна (1908—1973)  |  |  |  |  |  |  |  |  |  |  |  |  |  |  |  |  |  |  |  |  |  |  |
|                                                   |                                                   |                                                   |                                                   |                                                   |                                                   |  |  |                                                    |                                                    |                                                    |                                                    |                                                    |                                                    |  |  |                                                   |                                                   |                                                   |                                                   |                                                   |                                                   |  |  |                                         |                                         |                                         |                                         |                                         |                                         |                                        |                                        |                                               |                                               |                                               |                                               |                                               |                                               |                                          |                                          |                                              |                                              |                                              |                                              |                                              |                                              |  |  |  |  |  |  |  |  |  |  |  |  |  |  |  |  |  |  |  |  |  |  |
| Кукель-Краевская Вера Витальевна (р. 1956)        | Кукель-Краевская Вера Витальевна (р. 1956)        | Кукель-Краевская Вера Витальевна (р. 1956)        | Кукель-Краевская Вера Витальевна (р. 1956)        | Кукель-Краевская Вера Витальевна (р. 1956)        | Кукель-Краевская Вера Витальевна (р. 1956)        |  |  | Кукель-Краевский Александр Николаевич (р. 1955)    | Кукель-Краевский Александр Николаевич (р. 1955)    | Кукель-Краевский Александр Николаевич (р. 1955)    | Кукель-Краевский Александр Николаевич (р. 1955)    | Кукель-Краевский Александр Николаевич (р. 1955)    | Кукель-Краевский Александр Николаевич (р. 1955)    |  |  | Кукель-Краевский Юрий Николаевич (р. 1946)        | Кукель-Краевский Юрий Николаевич (р. 1946)        | Кукель-Краевский Юрий Николаевич (р. 1946)        | Кукель-Краевский Юрий Николаевич (р. 1946)        | Кукель-Краевский Юрий Николаевич (р. 1946)        | Кукель-Краевский Юрий Николаевич (р. 1946)        |  |  | Миляева Наталия Андреевна (1946—2017)   | Миляева Наталия Андреевна (1946—2017)   | Миляева Наталия Андреевна (1946—2017)   | Миляева Наталия Андреевна (1946—2017)   | Миляева Наталия Андреевна (1946—2017)   | Миляева Наталия Андреевна (1946—2017)   |                                        |                                        | Кукель-Краевский Сергей Андреевич (р. 1949)   | Кукель-Краевский Сергей Андреевич (р. 1949)   | Кукель-Краевский Сергей Андреевич (р. 1949)   | Кукель-Краевский Сергей Андреевич (р. 1949)   | Кукель-Краевский Сергей Андреевич (р. 1949)   | Кукель-Краевский Сергей Андреевич (р. 1949)   |                                          |                                          |                                              |                                              |                                              |                                              |                                              |                                              |  |  |  |  |  |  |  |  |  |  |  |  |  |  |  |  |  |  |  |  |  |  |
| Кукель-Краевская Вера Витальевна (р. 1956)        | Кукель-Краевская Вера Витальевна (р. 1956)        | Кукель-Краевская Вера Витальевна (р. 1956)        | Кукель-Краевская Вера Витальевна (р. 1956)        | Кукель-Краевская Вера Витальевна (р. 1956)        | Кукель-Краевская Вера Витальевна (р. 1956)        |  |  | Кукель-Краевский Александр Николаевич (р. 1955)    | Кукель-Краевский Александр Николаевич (р. 1955)    | Кукель-Краевский Александр Николаевич (р. 1955)    | Кукель-Краевский Александр Николаевич (р. 1955)    | Кукель-Краевский Александр Николаевич (р. 1955)    | Кукель-Краевский Александр Николаевич (р. 1955)    |  |  | Кукель-Краевский Юрий Николаевич (р. 1946)        | Кукель-Краевский Юрий Николаевич (р. 1946)        | Кукель-Краевский Юрий Николаевич (р. 1946)        | Кукель-Краевский Юрий Николаевич (р. 1946)        | Кукель-Краевский Юрий Николаевич (р. 1946)        | Кукель-Краевский Юрий Николаевич (р. 1946)        |  |  | Миляева Наталия Андреевна (1946—2017)   | Миляева Наталия Андреевна (1946—2017)   | Миляева Наталия Андреевна (1946—2017)   | Миляева Наталия Андреевна (1946—2017)   | Миляева Наталия Андреевна (1946—2017)   | Миляева Наталия Андреевна (1946—2017)   |                                        |                                        | Кукель-Краевский Сергей Андреевич (р. 1949)   | Кукель-Краевский Сергей Андреевич (р. 1949)   | Кукель-Краевский Сергей Андреевич (р. 1949)   | Кукель-Краевский Сергей Андреевич (р. 1949)   | Кукель-Краевский Сергей Андреевич (р. 1949)   | Кукель-Краевский Сергей Андреевич (р. 1949)   |                                          |                                          |                                              |                                              |                                              |                                              |                                              |                                              |  |  |  |  |  |  |  |  |  |  |  |  |  |  |  |  |  |  |  |  |  |  |
|                                                   |                                                   |                                                   |                                                   |                                                   |                                                   |  |  |                                                    |                                                    |                                                    |                                                    |                                                    |                                                    |  |  |                                                   |                                                   |                                                   |                                                   |                                                   |                                                   |  |  |                                         |                                         |                                         |                                         |                                         |                                         |                                        |                                        |                                               |                                               |                                               |                                               |                                               |                                               |                                          |                                          |                                              |                                              |                                              |                                              |                                              |                                              |  |  |  |  |  |  |  |  |  |  |  |  |  |  |  |  |  |  |  |  |  |  |
| Калинкина Ирина Александровна (р. 1985)           | Калинкина Ирина Александровна (р. 1985)           | Калинкина Ирина Александровна (р. 1985)           | Калинкина Ирина Александровна (р. 1985)           | Калинкина Ирина Александровна (р. 1985)           | Калинкина Ирина Александровна (р. 1985)           |  |  | Кукель-Краевская Екатерина Александровна (р. 1991) | Кукель-Краевская Екатерина Александровна (р. 1991) | Кукель-Краевская Екатерина Александровна (р. 1991) | Кукель-Краевская Екатерина Александровна (р. 1991) | Кукель-Краевская Екатерина Александровна (р. 1991) | Кукель-Краевская Екатерина Александровна (р. 1991) |  |  | Кукель-Краевский Андрей Юрьевич (р. 1979)         | Кукель-Краевский Андрей Юрьевич (р. 1979)         | Кукель-Краевский Андрей Юрьевич (р. 1979)         | Кукель-Краевский Андрей Юрьевич (р. 1979)         | Кукель-Краевский Андрей Юрьевич (р. 1979)         | Кукель-Краевский Андрей Юрьевич (р. 1979)         |  |  |                                         |                                         |                                         |                                         |                                         |                                         |                                        |                                        | Кукель-Краевский Болеслав Сергеевич (р. 1975) | Кукель-Краевский Болеслав Сергеевич (р. 1975) | Кукель-Краевский Болеслав Сергеевич (р. 1975) | Кукель-Краевский Болеслав Сергеевич (р. 1975) | Кукель-Краевский Болеслав Сергеевич (р. 1975) | Кукель-Краевский Болеслав Сергеевич (р. 1975) |                                          |                                          |                                              |                                              |                                              |                                              |                                              |                                              |  |  |  |  |  |  |  |  |  |  |  |  |  |  |  |  |  |  |  |  |  |  |
| Калинкина Ирина Александровна (р. 1985)           | Калинкина Ирина Александровна (р. 1985)           | Калинкина Ирина Александровна (р. 1985)           | Калинкина Ирина Александровна (р. 1985)           | Калинкина Ирина Александровна (р. 1985)           | Калинкина Ирина Александровна (р. 1985)           |  |  | Кукель-Краевская Екатерина Александровна (р. 1991) | Кукель-Краевская Екатерина Александровна (р. 1991) | Кукель-Краевская Екатерина Александровна (р. 1991) | Кукель-Краевская Екатерина Александровна (р. 1991) | Кукель-Краевская Екатерина Александровна (р. 1991) | Кукель-Краевская Екатерина Александровна (р. 1991) |  |  | Кукель-Краевский Андрей Юрьевич (р. 1979)         | Кукель-Краевский Андрей Юрьевич (р. 1979)         | Кукель-Краевский Андрей Юрьевич (р. 1979)         | Кукель-Краевский Андрей Юрьевич (р. 1979)         | Кукель-Краевский Андрей Юрьевич (р. 1979)         | Кукель-Краевский Андрей Юрьевич (р. 1979)         |  |  |                                         |                                         |                                         |                                         |                                         |                                         |                                        |                                        | Кукель-Краевский Болеслав Сергеевич (р. 1975) | Кукель-Краевский Болеслав Сергеевич (р. 1975) | Кукель-Краевский Болеслав Сергеевич (р. 1975) | Кукель-Краевский Болеслав Сергеевич (р. 1975) | Кукель-Краевский Болеслав Сергеевич (р. 1975) | Кукель-Краевский Болеслав Сергеевич (р. 1975) |                                          |                                          |                                              |                                              |                                              |                                              |                                              |                                              |  |  |  |  |  |  |  |  |  |  |  |  |  |  |  |  |  |  |  |  |  |  |
|                                                   |                                                   |                                                   |                                                   |                                                   |                                                   |  |  |                                                    |                                                    |                                                    |                                                    |                                                    |                                                    |  |  | Кукель-Краевский Максим Андреевич (р. 2009)       | Кукель-Краевский Максим Андреевич (р. 2009)       | Кукель-Краевский Максим Андреевич (р. 2009)       | Кукель-Краевский Максим Андреевич (р. 2009)       | Кукель-Краевский Максим Андреевич (р. 2009)       | Кукель-Краевский Максим Андреевич (р. 2009)       |  |  |                                         |                                         |                                         |                                         |                                         |                                         |                                        |                                        | Кукель-Краевский Ермил Болеславович (р. 1999) | Кукель-Краевский Ермил Болеславович (р. 1999) | Кукель-Краевский Ермил Болеславович (р. 1999) | Кукель-Краевский Ермил Болеславович (р. 1999) | Кукель-Краевский Ермил Болеславович (р. 1999) | Кукель-Краевский Ермил Болеславович (р. 1999) |                                          |                                          |                                              |                                              |                                              |                                              |                                              |                                              |  |  |  |  |  |  |  |  |  |  |  |  |  |  |  |  |  |  |  |  |  |  |

## Произведения
- Изъ эпохи уничтоженія откуповъ. Воспоминанія перваго, по времени назначенія, акцизнаго чиновника 1862—1863 гг. // Русская Старина, Т.LXXIII, № 1 — Спб.: Типографія В. С. Балашева, 1892 — c. 177—189
- Изъ эпохи присоедниненія Пріамурскаго края // Исторический вестник, Т.LXV, № 9 — Спб.: Типографія А. С. Суворина, 1896 — c. 413—434, 622—683

## Память
В честь Бронислава Казимировича Кукеля названо село Кукелево в Хабаровском крае.